# شله‌قلمکار
آش شله قلمکار یکی از معروف‌ترین نوع از انواع آش‌های ایرانی است. در طبخ این نوع آش از سبزیجات معطر و مخصوص آش نظیر: تره، جعفری، گشنیز، اسفناج و حبوبات نظیر نخود، لوبیا، عدس، ماش، لوبیا چشم بلبلی، برنج، پیاز و همچنین گوشت سردست بی استخوان، زردچوبه و روغن استفاده می‌شود و این آش با پیاز داغ، نعناع داغ و سیر داغ تزیین و مصرف می‌شود.
این آش به دستور ناصرالدین شاه قاجار برای نخستین بار همراه با آداب و تشریفات ویژه‌ای پخته و میان مردم و درباریان پخش می‌شد. طبق گزارش‌ها، شاه پس از بهبود از بیماری وبا به نذر خود وفا کرده و هر سال در بهار دستور پخت دوازده دیگ بزرگ از این آش را می‌داد. اشراف، وزرا و زنان دربار نیز هر یک نقشی در آماده‌سازی این مراسم داشتند. چون این آش ترکیب نامتناسب و از مواد بسیار تشکیل شده بود، هر کاری که ترکیب ناموزون داشته باشد را به آش شله قلمکار تشبیه می کنند.

## مواد لازم
- نیم کیلو گوشت گوساله یا گوسفند بی‌استخوان (ترجیحا گوشت گوسفندی)
- آب قلم گوساله
- سبزی آش شامل: جعفری، اسفناج، تره، گشنیز، شوید، ترخون (۱ تا ۱.۵ کیلوگرم)
- عدس، ماش: از هر کدام ۵۰ تا ۱۰۰ گرم
- لوبیا چیتی، لوبیا قرمز، لوبیا سفید، لوبیا چشم بلبلی، نخود: مجموعاً ۲ تا ۳ پیمانه
- گندم بلغور یا درسته: نیم کیلو
- برنج نیم‌دانه: ۲۵۰ تا ۳۰۰ گرم
- پیاز: ۴ تا ۶ عدد
- سیر: ۲ تا ۳ حبه
- روغن: ۵ تا ۶ قاشق غذاخوری
- نمک، فلفل سیاه، فلفل قرمز، زردچوبه، دارچین: به مقدار لازم
- پیازداغ، سیرداغ، نعناع داغ: برای تزئین

## طرز تهیه
حبوبات (به جز ماش و عدس) و گندم را از شب قبل بخیسانید. ماش و عدس را ۱ ساعت قبل از پخت خیس کنید. گوشت و قلم را با پیاز، سیر و زردچوبه پخته، آب آن را صاف کرده و گوشت را ریش‌ریش و له کنید. پیاز داغ کاراملی با زردچوبه آماده کنید.
برنج را با آب بپزید. سپس گندم پخته و له‌شده، حبوبات پخته، گوشت، سبزی خردشده و ادویه را به قابلمه اضافه کرده، کم‌کم آب قلم را نیز اضافه کنید. حرارت را ملایم نگه دارید و مرتب هم بزنید تا ته نگیرد و آش لعاب بیندازد.
در پایان با نعناع داغ، سیرداغ و پیازداغ تزئین و سرو کنید.

## نکات تغذیه‌ای
آش شله قلمکار علاوه بر حبوبات حاوی گوشت نیز است، به همین دلیل از لحاظ پروتئینی، غذای مناسبی است و برای کودکان در حال رشد و افراد کم خون و ضعیف غذای خوبی می‌باشد. این مقدار آش در مجموع دارای ۲۶۰۰ کالری انرژی است.

## در فرهنگ عامه
به دلیل ترکیب متنوع و گوناگون این آش، در فرهنگ فارسی اصطلاح «مثل آش شله قلمکار» برای توصیف کارهای شلوغ، بی‌نظم و ترکیب‌های درهم‌برهم استفاده می‌شود.